# ألبرت هنري
ألبرت هنري (1880 في أستراليا - 13 مارس 1909 في أستراليا)  (بالإنجليزية: Albert Henry)‏ هو لاعب كريكت أسترالي. لعب مع فريق كوينسلاند للكريكت ‏.

## وصلات خارجية
- ألبرت هنري على موقع إي آس بي آن كريك إنفو (الإنجليزية)